# 西武横浜ベイサイドきっぷ

西武鉄道発行の西武横浜ベイサイドきっぷ

西武横浜ベイサイドきっぷ（せいぶよこはまベイサイドきっぷ）は、西武鉄道が発売している企画乗車券（一日乗車券）。本頁では西武横濱中華街グルメきっぷ（せいぶよこはまちゅうかがいグルメきっぷ）についても記する。

## 概要
2013年3月16日発売開始。

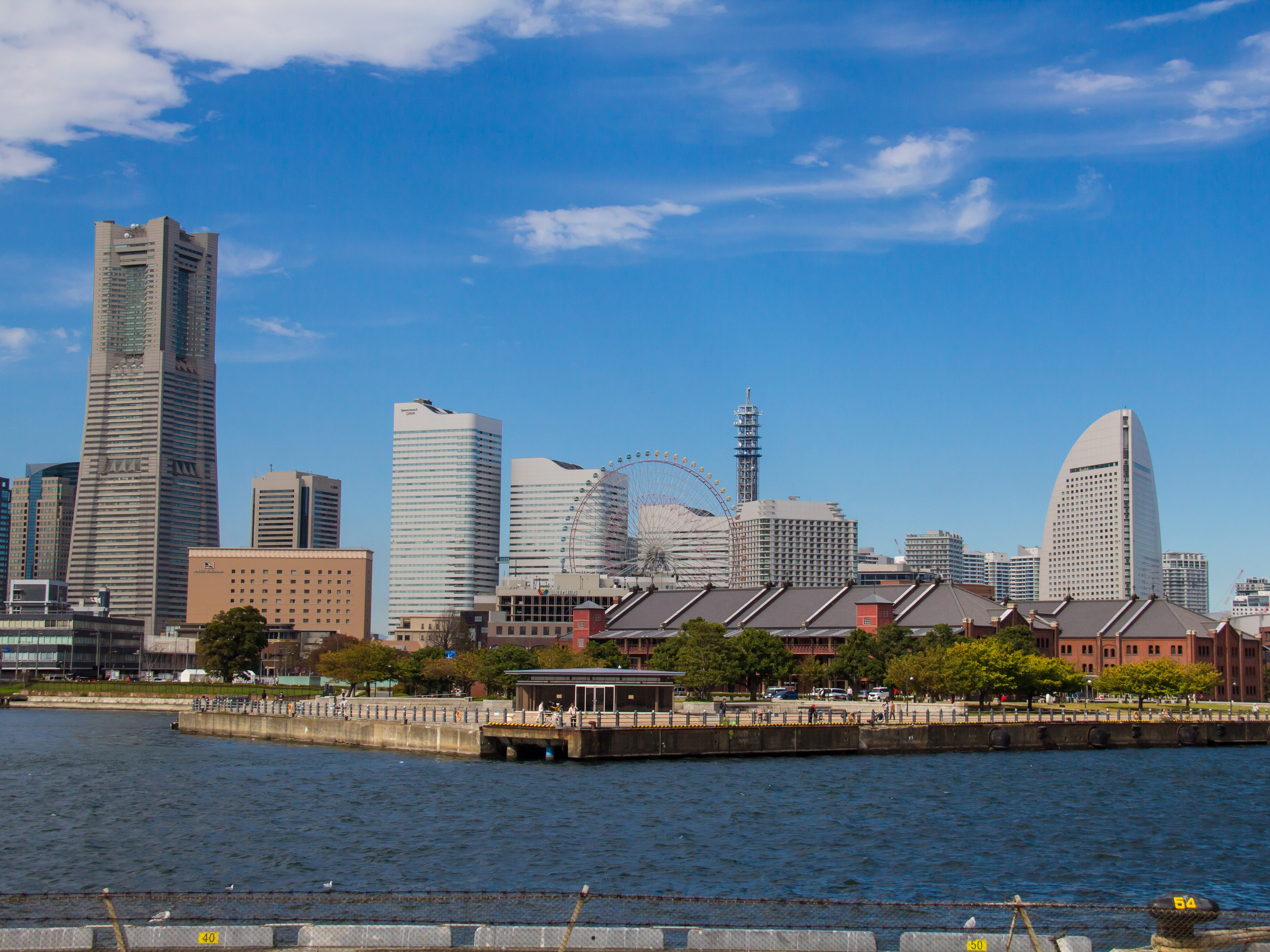
横浜みなとみらい21地区

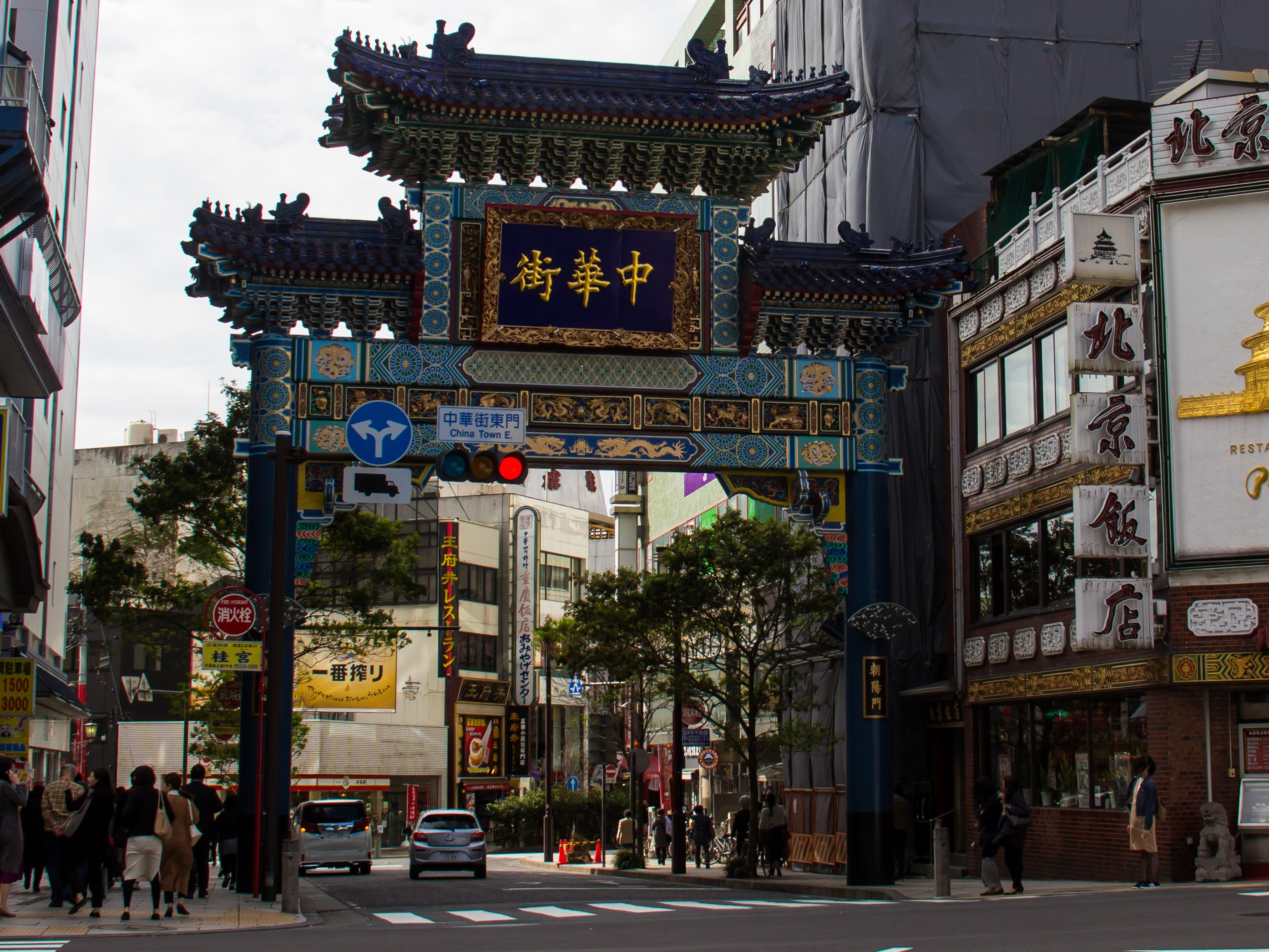
横浜中華街 朝陽門（東門）

下記の往復券とフリーパスがセットになった乗車券である。
- 西武線（小竹向原・池袋・西武新宿・多摩川線各駅は除く）発駅～小竹向原駅までの往復乗車券。また、副都心線への乗り換えが出来る池袋駅での乗り降りも自由。
- 東京メトロ副都心線内が乗り降り自由。
- 東急東横線 渋谷駅～横浜駅の往復乗車券。
- 横浜高速鉄道みなとみらい線内が乗り降り自由。

窓口では1か月先までの分を発売するほか、券売機では当日分のみ発売する。
S-TRAIN乗車時は別途座席指定券の購入が必要となる。

## 有効期限
- 1日限り有効

## 発売箇所
- 西武線各駅（西武有楽町線小竹向原駅・池袋線池袋駅・新宿線西武新宿駅・多摩川線各駅は除く）

## 西武横濱中華街グルメきっぷ

西武横濱中華街グルメきっぷ　本券

『西武横浜ベイサイドきっぷ』と同じ乗車券があるほか、お食事券、お土産券がつく。また、きっぷを提示することで施設・店舗で特典が受けられる。値段は『西武横浜ベイサイドきっぷ』から2300円程加算される。
東急線内では同様の商品として「横濱中華街 旅グルメきっぷ」を発売している。